# Bazar de la Charité
El Bazar de la Charité (en español: Bazar de la Caridad) fue un evento de beneficencia organizado en París desde 1885 en adelante por el financiero Henri Blount y presidido por el barón Armand de Mackau. En el bazar se vendían objetos variados (obras de arte, baratijas, pinturas, joyas, libros y toda clase de objetos provenientes de donaciones) en beneficio de los pobres.
El bazar es conocido por el incendio de 1897 en el que 126 personas perdieron la vida, muchas de ellas mujeres aristócratas, a menudo impedidas o quemadas vivas por sus corsés y vestidos de crinolina extremadamente incómodos e inflamables, siendo la más famosa la duquesa de Alençon Sofía Carlota de Baviera, hermana de la emperatriz Isabel de Baviera y antigua prometida de Luis II de Baviera.

## Orígenes
En sus inicios, el Bazar de la Charité fue un consorcio compuesto por varias organizaciones benéficas que alquilaban un local o espacio de exposición común, reduciendo costes y reuniendo a potenciales compradores. Instalado desde 1885 hasta 1887 en la rue du Faubourg Saint-Honoré, en 1888 y de 1890 a 1896 el bazar fue ubicado en la rue La Boétie.

## Bazar de 1897

### Descripción

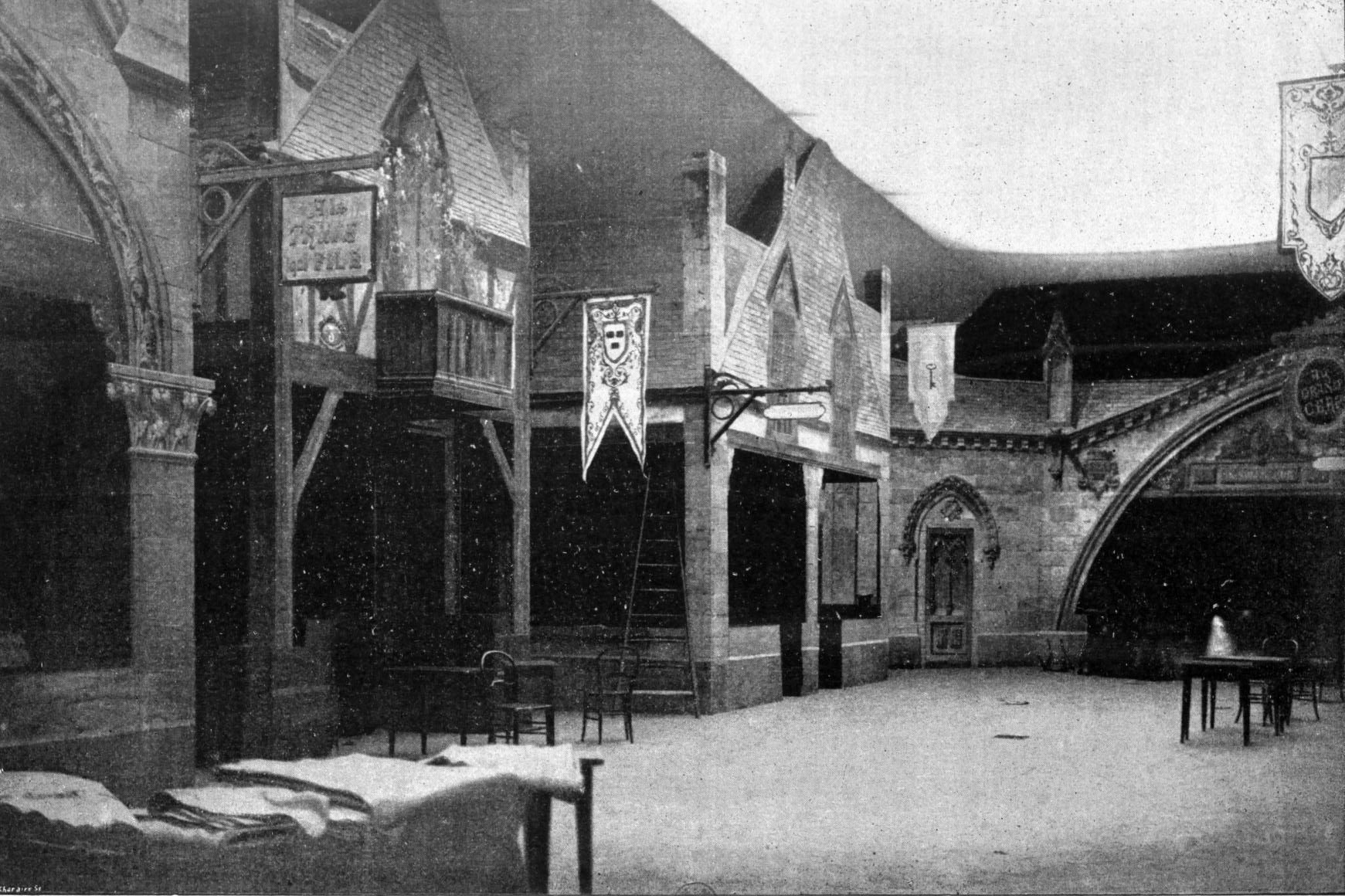
Decorado del Bazar de la Charité en 1897.

El 6 de abril de 1897, el barón de Mackau reunió a los responsables del bazar: la duquesa de Alençon; su nuera la duquesa de Vendôme (sobrina de los reyes Leopoldo II de Bélgica y Carlos I de Rumanía); la duquesa de Uzès; la marquesa de Saint-Chamans; la condesa Greffuhle; el general Février y la marquesa de Sassenay. De Mackau les anunció que el bazar constaría de un gran cobertizo decorado con el fin de que representase una calle de París en la Edad Media, con puestos de venta (algunos de ellos adornados con carteles pintorescos), suelos de trampantojo, y paredes forradas con hiedra y follaje. El edificio estaba organizado de la siguiente forma: dos puertas dobles se abrían a un gran pasillo central, alineado a lo largo de los muros del cobertizo con veintidós mostradores de madera, los cuales portaban carteles con nombres evocadores: «A la torre de Nesle» («À la tour de Nesle»), «Al león dorado» («Au lion d’or»), «Al gato con botas» («Au chat botté») y «A la cerda huidiza» («À la truie qui file»). A la izquierda de la entrada se ubicaban las oficinas de las anfitrionas, mientras que a la derecha estaba el «salón de damas» («salon des dames»), hallándose al frente un bufé con una cocina y un sótano.
El bazar fue celebrado en un gran cobertizo de madera de pino bronco de 80 metros de largo por 13 de ancho en los números 15 y 17 de la rue Jean-Goujon, en el VIII Distrito de París, alquilado el 20 de marzo de 1897 por el barón de Mackau al sacerdote Delamaire, estando el edificio ubicado en un lugar puesto a disposición por el banquero Michel Heine. La calle de aspecto medieval ubicada en el interior estaba elaborada en madera, cartulina, tela y papel maché, todos ellos productos inflamables, además de que las salidas no estaban adecuadamente señalizadas, lo que contribuyó considerablemente a la magnitud del desastre.
La parte trasera del edificio daba acceso a un patio interior de unos 15 metros de profundidad, adyacente al Hôtel du Palais y a la imprenta del periódico La Croix. Apoyada contra la fachada trasera del cobertizo había una habitación que albergaba un cinematógrafo, una de las atracciones novedosas de aquel año, el cual se convirtió en el origen de la tragedia al emplear un sistema a base de oxígeno y éter en vez de electricidad. El bazar ofrecía un espectáculo cinematográfico en el que, por 50 centavos, se podían ver imágenes animadas de los hermanos Lumière proyectadas en un dispositivo de 35 mm Joly-Normandin: La salida de la fábrica Lumière en Lyon, La llegada de un tren a la estación de La Ciotat  y El regador regado.
Normandin, el empresario a cargo de las representaciones cinematográficas, no estaba muy satisfecho con esta ubicación y habló al respecto con el barón de Mackau:

Normandin: «No tengo suficiente espacio para alojar mis dispositivos, los tubos de oxígeno y las latas de éter de la lámpara Molteni. También debemos separar al mecánico del público. Los reflejos de la lámpara pueden molestar a los espectadores».
De Mackau: «Haremos una pared de lona alrededor de su dispositivo. Una cortina esconderá la lámpara».
Normandin: «¿Qué pasa con mis botellas y latas?».
De Mackau: «Solo tiene que dejarlos en el terreno baldío, detrás de su habitación».

### Incendio

#### Momentos previos
El lunes 3 de mayo, primera jornada del evento, el bazar contó con la presencia de la señorita de Flores, hija del embajador de España. Del mismo modo, durante los cuatro días que iba a durar el acto benéfico, este contaría con la asistencia de Sofía Carlota, duquesa de Alençon, quien acababa de celebrar su quincuagésimo cumpleaños. Los veintidós puestos de venta y el bufé estaban a cargo de damas pertenecientes a la más alta aristocracia francesa y la gran burguesía, contando con alrededor de diez mujeres cada uno.
El martes 4 de mayo, el bazar fue bendecido por el nuncio apostólico Eugenio Clari a las 15:00 horas. Al parecer, había entre 1200 y 1700 personas presentes al momento de la bendición. Tras la partida del nuncio, apenas unos minutos antes del incendio, quedaban entre 800 y 1200 personas, incluidos cerca de cuarenta hombres, principalmente organizadores del comité. Alrededor de las 16:00 horas, la duquesa de Alençon, quien presidía el puesto del noviciado dominicano ubicado en un extremo del cobertizo, susurró a Madame Belin: «Me estoy sofocando...», a lo que esta respondió: «¡Si estallara un incendio, sería terrible!».

#### El desastre

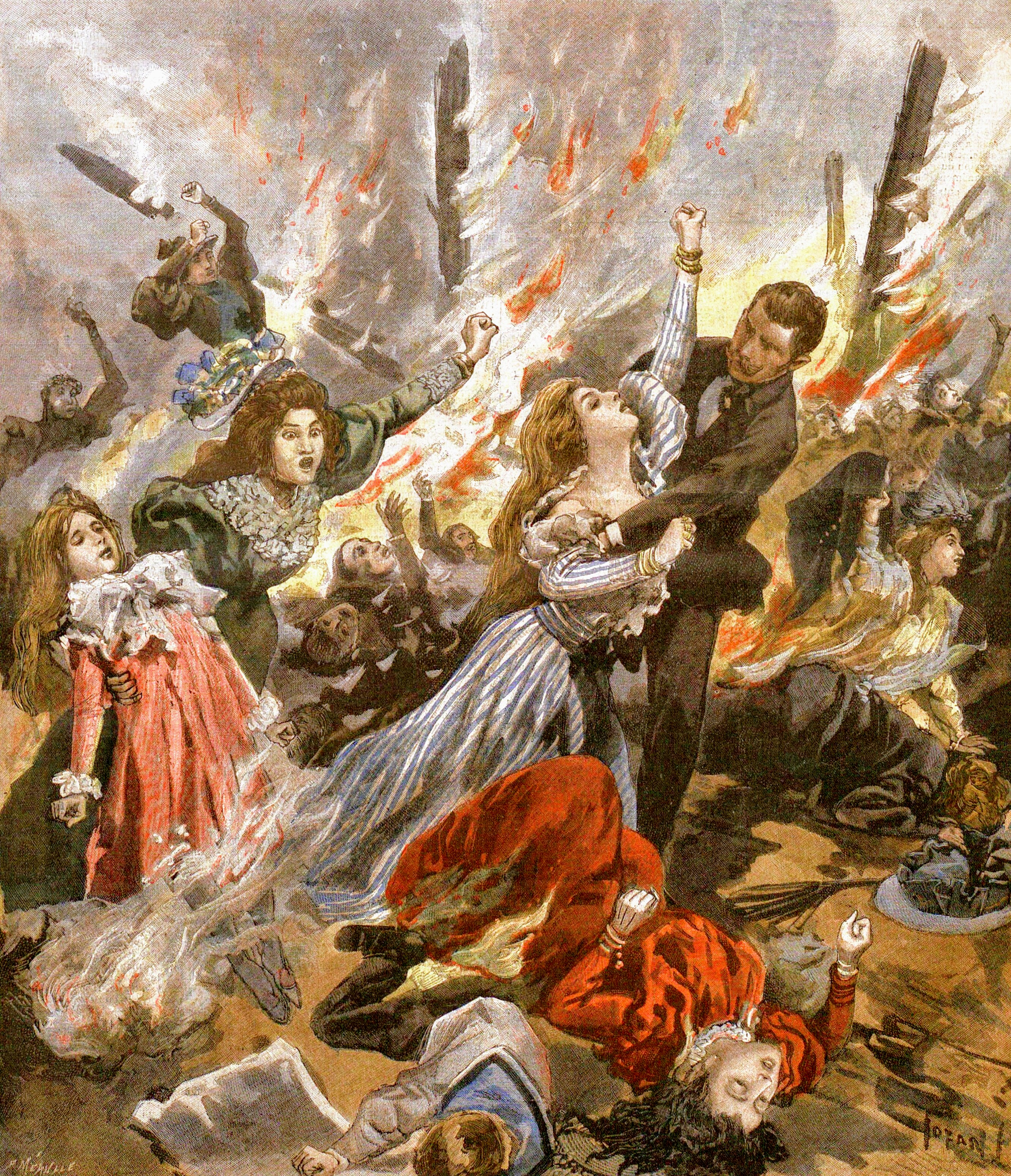
Incendio del Bazar de la Charité: el siniestro. Grabado de Fortuné Méaulle a partir de una obra de Osvaldo Tofani. Le Petit Journal (16 de mayo de 1897).

Hacia las 16:15 horas se produjo el accidente fatal: la lámpara de proyección del cinematógrafo había agotado su reserva de éter y debía rellenarse. Bellac, encargado de la proyección, pidió a su asistente Grégoire Bagrachow que le diese luz. En vez de abrir la cortina de lona, Bagrachow cometió el error de encender una cerilla y, debido a que el dispositivo estaba insuficientemente aislado, los vapores de éter se inflamaron.
Unos instantes después, cuando los organizadores (incluido Fernando de Orleans, duque de Alençon) fueron informados del accidente y de que ya se estaba procediendo a la evacuación de los cientos de personas presentes en el edificio, la cortina de lona prendió fuego, el cual alcanzó la carpintería del cobertizo, extendiéndose hasta el velo cubierto de alquitrán que servía como techo para el bazar. Un testigo declaró:

Como un incendio forestal en un rugido enloquecedor, el fuego prendió la decoración, recorrió la carpintería, devorando a su paso este revoltijo elegante y frágil de cortinas, cintas y encajes.

El fuego provocó los gritos de pánico de los asistentes, quienes intentaron huir desesperadamente. Algunas personas cayeron al suelo y fueron pisoteadas por la multitud que intentaba escapar de las llamas. La duquesa de Alençon dijo a la joven condesa Mathilde d'Andlau: «Sal rápido. No te preocupes por mí. Saldré la última».
Los bomberos de lo que entonces era el Cuerpo de Bomberos de París llegaron al bazar en apenas 10 minutos mientras cientos de personas trataban de huir por las dos únicas puertas de acceso, quedando la de la izquierda rápidamente bloqueada por varios cadáveres. Otros visitantes intentaron escapar por el patio interior; menos de cien, por un pasaje estrecho que conducía a la rue Jean-Goujon, a la izquierda del edificio, aunque el humo, el calor y el creciente número de cadáveres amontonados lo fueron haciendo finalmente inaccesible. Un grupo de unas cincuenta personas huyó por unas escaleras de casi diez metros colocadas en la pared de la imprenta La Croix por sus trabajadores. Por último, unas 150 personas se salvaron gracias a la intervención de los cocineros del Hôtel du Palais así como de la gerente del mismo, Madame Roche-Sautier. Édouard Vaudier y Gomery bajaron tres de las cuatro barras de una claraboya de la cocina del hotel, a 1,80 metros del suelo, y pasaron sillas al patio para ayudar a varios supervivientes a salir del incendio. Alrededor de 200 personas resultaron heridas durante el desastre, siendo el acontecimiento publicado a nivel nacional e internacional.

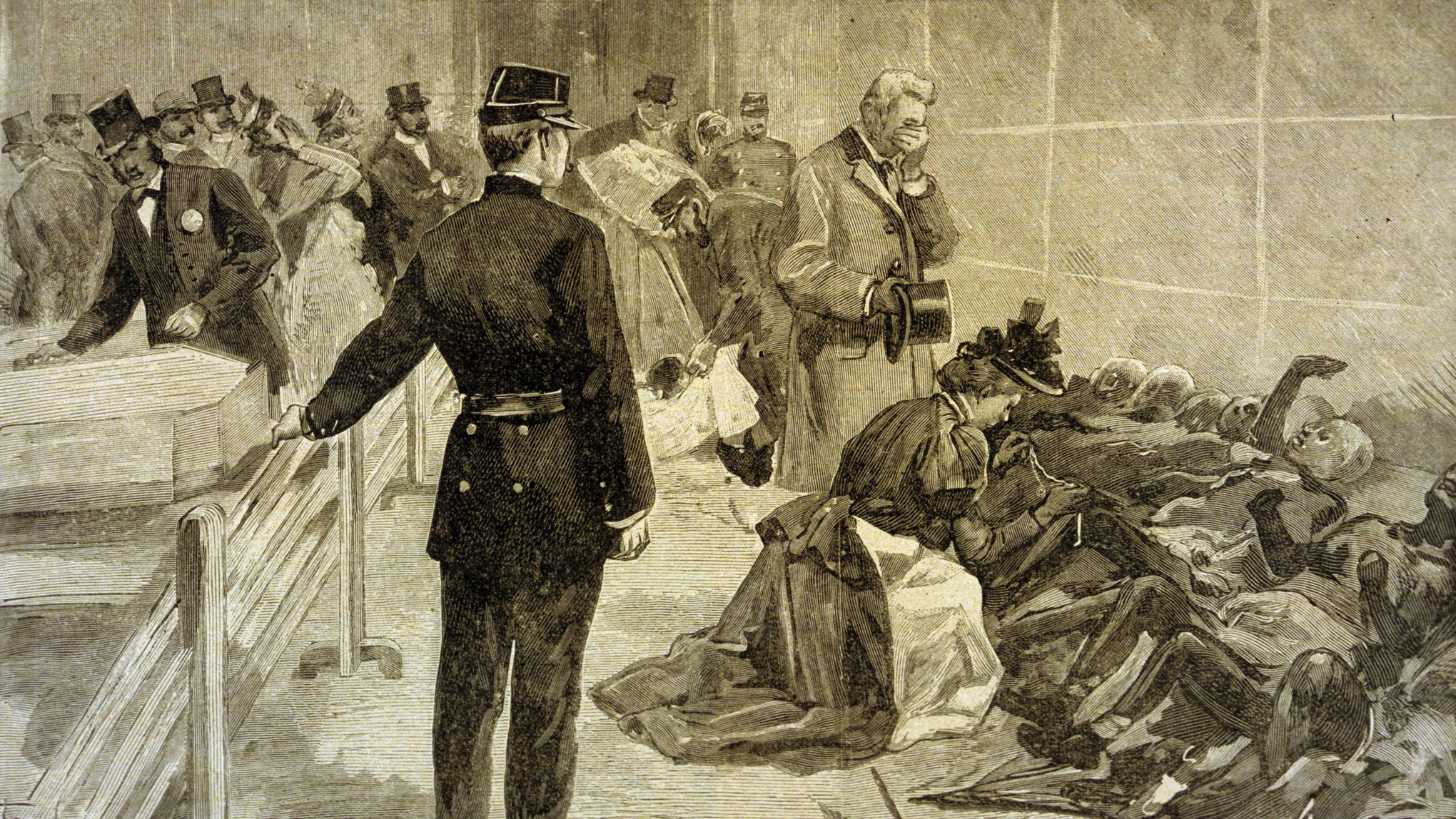
Reconocimiento de los cadáveres en el Palacio de la Industria. Le Petit Parisien (16 de mayo de 1897).

Un cuarto de hora después del inicio del fuego, todo resultó consumido: el cobertizo quedó reducido a un montón de vigas de madera quemadas entre cadáveres mutilados y carbonizados. Según la edición del 5 de mayo de 1897 de Le Figaro:

Vivimos un espectáculo inolvidable en este enorme incendio formado por todo el bazar, donde todo arde a la vez, tiendas, tabiques, pisos y fachadas, hombres, mujeres, niños que se retuercen, pronunciando los aullidos de los condenados, tratando en vano de encontrar una salida, luego arder en su turno y caer de nuevo al montón cada vez mayor de cadáveres carbonizados.

De los 126 cadáveres, 112 cuerpos calcinados fueron conducidos al Palacio de la Industria para que sus familiares pudiesen identificarlos. 6 cadáveres calcinados no identificados fueron sepultados mediante una concesión perpetua ofrecida por la ciudad de París en el cementerio del Père Lachaise. La identificación de algunos restos carbonizados mediante el empleo de registros dentales constituyó, por otro lado, un hito en la historia de la odontología forense.
Según el relato del doctor Óscar Amoedo:

...en el depósito de cadáveres instalado en el Palacio de la Industria (actual Gran Palais) dos expertos forenses, asistidos por la policía, trabajaron cuidadosamente para establecer una descripción lo más precisa posible del carbonizado, algunos eran imposibles de hacer un reconocimiento. La identificación se realiza sobre una mesa con caballetes y tablones. Es aquí donde la familia y los amigos acudían a tratar de identificar los restos de sus familiares. Los cadáveres, todos terriblemente mutilados, carbonizados, sin forma, un gran número completamente desnudos, se habían colocado uno al lado del otro sobre tablones. Algunos habían perdido sus brazos, otros habían tenido una pierna completamente calcinada, todos tenían sobre sus rostros una expresión de terror y miedo. Muchos tenían el cráneo totalmente descarnado y los tegumentos de la cara ennegrecidos y endurecidos por el fuego. La piel del abdomen se había reventado por el intenso calor, permitiendo que salieran los intestinos de las infelices víctimas. En un rincón ponían los zapatos, los brazos y las piernas separadas 
de sus troncos.

### Muerte de la duquesa de Alençon

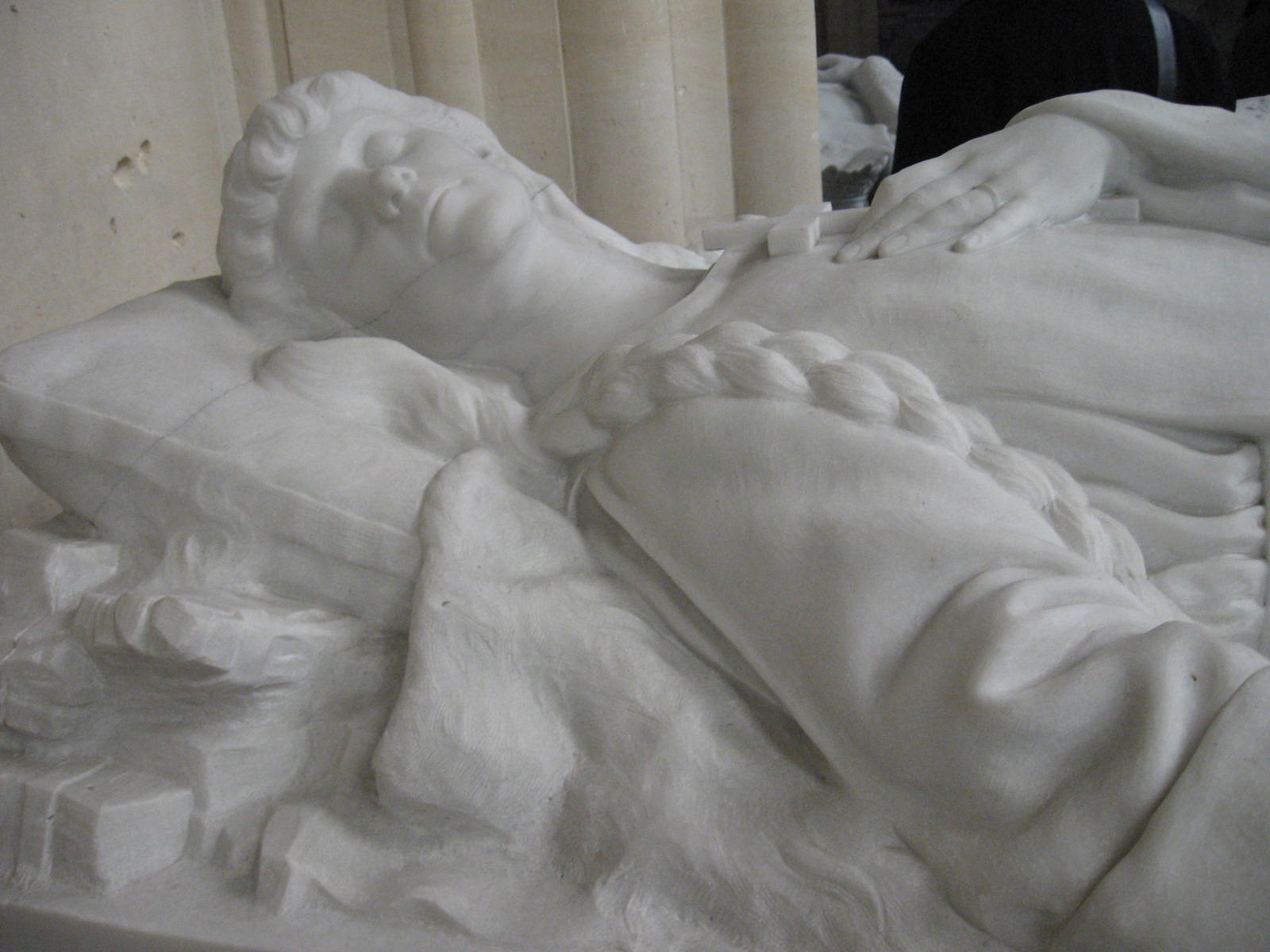
Tumba de la duquesa de Alençon en la capilla real de Dreux.

Los últimos momentos de la duquesa fueron reportados por una monja superviviente. Ubicada en el puesto de venta del noviciado con algunas personas, organizó la salida de los más jóvenes, tanto clientes como vendedores, por una pequeña puerta situada detrás del mostrador. Según testimonios, la duquesa dijo: «Primero los jóvenes, luego los visitantes», pidiendo que nadie se preocupase por ella. Cuando finalmente trató de abandonar el edificio, se dirigió a la puerta principal, puesto que allí había visto por última vez a su esposo, el duque de Alençon. No obstante, el camino se hallaba bloqueado, al igual que la puerta situada detrás del mostrador, por lo que quedó atrapada entre las llamas. Ante el grito desesperado de una monja que estaba a sus pies asegurando que iban a morir, Sofía respondió: «Sí, pero en unos minutos, ¡piensa que veremos a Dios!».
La duquesa murió junto con la vizcondesa de Beauchamp, a quien cubrió con sus brazos para evitar que siguiese contemplando el fuego. Se desconoce si murió de asfixia o quemada viva, aunque su cuerpo mostraba diversas contracciones, siendo identificado por su dentista basándose en su dentadura y sus empastes de oro.
Tras celebrarse una misa fúnebre en la Iglesia de Saint-Philippe-du-Roule el 14 de mayo, la duquesa fue inhumada en la capilla real de Dreux.

### Víctimas

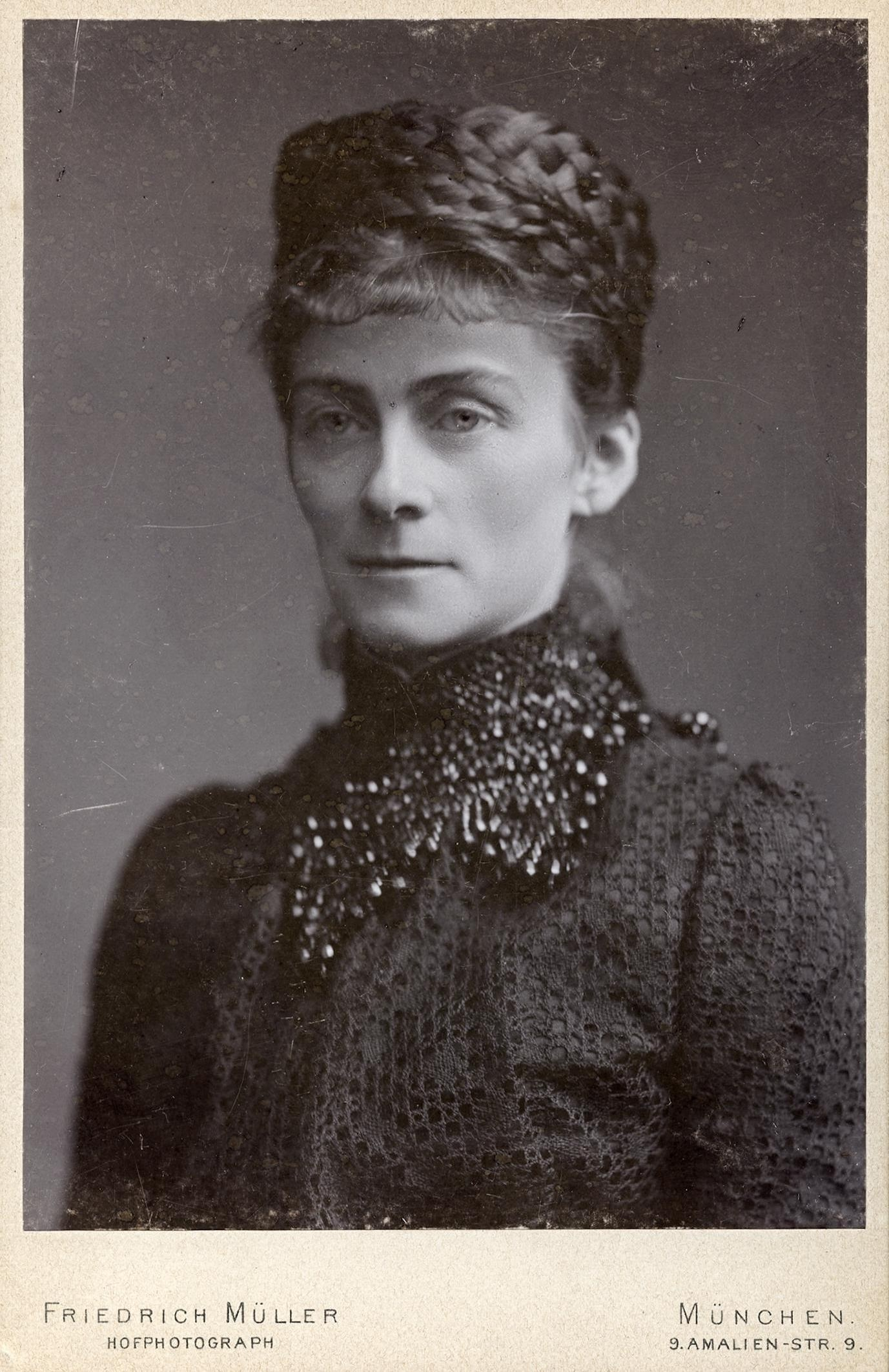
Sofía Carlota de Baviera (1896).

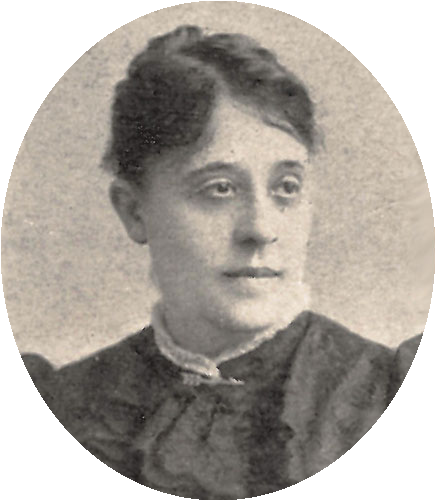
Adelaida Corradi y Anduga.

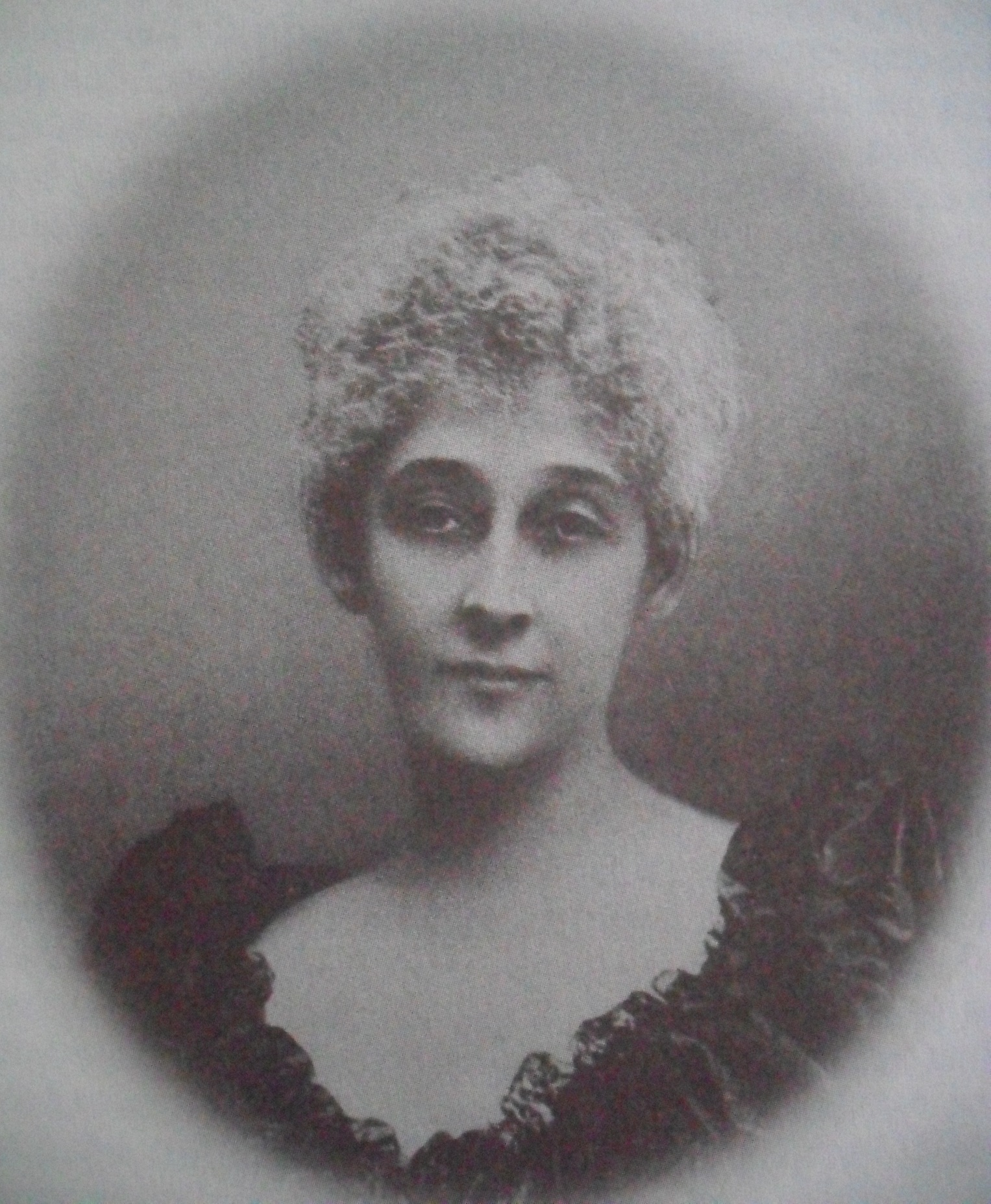
María Hoskier.

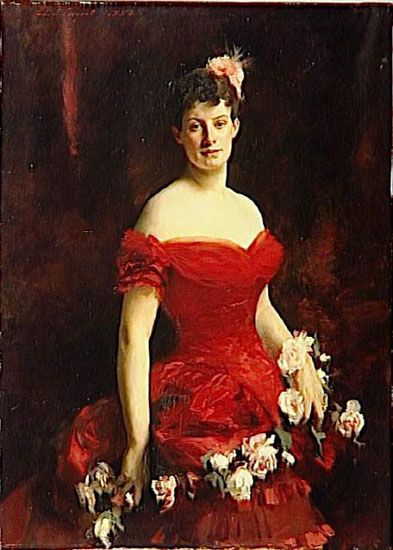
Retrato de Juana de Kergorlay, por John Singer Sargent (1883).

Las siguientes personas figuran entre las 126 víctimas del incendio:
- Sofía Carlota de Baviera (1847-1897). Una de las organizadoras del evento, insistió en permanecer en el lugar hasta que todos aquellos que trabajaban bajo su supervisión hubiesen sido rescatados. Pese a que su cuerpo resultó irreconocible incluso para su doncella personal, el mismo fue identificado por su dentista con base en sus empastes de oro.[17]
- Clara Beucher de Saint Ange (1829-1897), hermana de Laura Beucher. Ambas eran visitantes del bazar.[18] Su cuerpo, irreconocible, fue inicialmente identificado por su doncella basándose en sus pantalones rojos de franela, siendo esta identificación confirmada por su esposo, el general Eugenio Chevals, a partir de una cicatriz en su pecho.[19]
- Laura Beucher de Saint Ange (1827-1897), hermana de Clara Beucher. El cuerpo de la baronesa de Saint Ange fue identificado por su doncella basándose en tres anillos que llevaba puestos.[20]
- Elisa Blonska (1835-1897). Inmigrante rusa que trabajaba como bibliotecaria para Jules Claretie, estaba atendiendo un puesto con el fin de recaudar dinero para personas invidentes. Su cuerpo, irreconocible, fue identificado gracias al corsé ortopédico que llevaba.[21] Fue enterrada en el cementerio de Montparnasse el 13 de mayo.[22]
- Adelaida Corradi y Anduga (1847-1897), esposa del embajador de España. Murió a causa de sus heridas en el Hospital Beaujon.[23] Su hija, la señorita de Flores, logró salvarse encaramándose a un grupo de personas, aunque sufrió quemaduras en el cabello, una oreja y un brazo.
- Clara Dalloyau (1838-1897), esposa de Augusto Bouvyer, era miembro de la Tercera Orden de Santo Domingo.[24] Tanto ella como su hija trabajaban en el puesto de la duquesa de Alençon. Pese a sufrir quemaduras de gravedad, su hija sobrevivió. El cuerpo de Madame Bouvyer resultó completamente destruido por el fuego, no siendo posible recuperar ninguna parte del mismo, por lo que se requirió de una orden judicial para declarar su defunción.[25]
- Lucía Dehondt (1871-1897), conocida como hermana Vincenta de las Hijas de la Caridad de San Vicente de Paúl. Estaba presente con las hermanas María Ginoux y Valeria Verhasselt para recaudar fondos para los huérfanos de Le Raincy.[26]
- Teresa Donon (1857-1897), baronesa de Saint-Didier. Asistió al bazar para ayudar a la tía de su esposo, la baronesa viuda de Saint-Didier (Luisa Pedra). Tras ser rescatada volvió al edificio creyendo que su nieta, Mademoiselle Kergorlay, estaba dentro.[27]
- María du Quesne (1857-1897), vizcondesa Bonneval, cuyo esposo fue miembro de la Cámara de Diputados en la Tercera República Francesa desde 1885 hasta 1889. Estaba ayudando en uno de los puestos del bazar. Tras escapar del fuego reingresó en el edificio para intentar ayudar a una amiga. Su cuerpo fue identificado por su esposo gracias a sus joyas. Su hija, de 15 años de edad, enfermó y murió nueve días después.[28] Ambas fueron sepultadas en la cripta familiar en Issoudun.[29]
- Dr. Enrique Feulard (1858-1897). Visitó el bazar junto con su esposa, su hija de 10 años Germaine, y la doncella de la familia Ernestina Moreau. Durante el desastre, la familia se separó a causa de la estampida que se produjo entre quienes intentaban huir. El doctor regresó al edificio en un intento por salvar a su hija, muriendo ambos al igual que la doncella. Por su parte, Madame Feulard sobrevivió, aunque sufrió quemaduras de gravedad.[30][31]
- Juilie Garivet (1853-1897), conocida como hermana María Magdalena de las Hermanas Ciegas de San Pablo.
- Ana Ginoux de Fermon (1863-1897), conocida como hermana María de las Hijas de la Caridad de San Vicente de Paúl, era la superiora de la orden en Le Raincy. Estaba presente con las hermanas Vincenta Dehondt y Valeria Verhasselt para recaudar dinero para los huérfanos de Le Raincy.[32] Sus restos fueron trasladados hasta Bretaña para ser sepultados en la cripta familiar. Su misa funeral contó con la presencia de miles de personas, incluyendo a las Hijas de la Caridad de Nantes y a 25 sacerdotes del vecindario.[33]
- Blanca Grossier (1852-1897), esposa del industrial Achille Chouippe, quien daba empleo a más de 300 personas. Grossier llevaba las cuentas de la empresa y velaba por sus trabajadores. Visitó el bazar como clienta. Su cuerpo fue identificado por su ropa.[34]
- Leonia Guillaumet (1868-1897), una joven vinculada a las Hijas de la Caridad de San Vicente de Paúl de Saint-Louis-en-l'Isle. Asistió al bazar para ayudar a la hermana José Sabatier.[26]
- Amelia Guyard-Delalain (1829-1897), esposa de Alfredo Carteron y madre de Juana Carteron. Estaba en el bazar para ayudar en un puesto destinado a apoyar las obras caritativas de la parroquia de Saint-Roch, en París.[35]
- Elena de Haber, condesa de Horn (1831-1897). Murió a causa de sus heridas en el Hospital Beaujon.[36]
- María Hoskier (1858-1897), hija de Emile Hoskier, cónsul general danés en París, y de Elisa Weyer, era esposa de Eugène Roland-Gosselin, miembro de una importante familia de corredores de bolsa. Protestante convertida al catolicismo, Hoskier era muy activa en proyectos de carácter solidario.[37] Tanto ella como su madre murieron en el incendio.
- Emma Jaume (1830-1897), esposa del general Warnet, su segundo marido. Anteriormente viuda y conocida como Madame de Terrasse, visitó el bazar debido a que la hija que tuvo con su primer esposo se hallaba atendiendo un puesto en beneficio de las Hijas de la Caridad de San Vicente de Paúl de Clichy.[38] Fue enterrada con sus padres en el cementerio de Saint-Martin, en Perpiñán.[39]
- Juana de Kergorlay (1849-1897), esposa de Jean Guy de Poilloüe, conde Saint-Périer, y madre de, entre otros, el naturalista René de Saint-Périer. Mujer alta, permaneció en el interior del edificio ayudando a otras personas a escapar a través de una ventana alta (incluyendo a su nieta, Mademoiselle Kergorlay) hasta que el suelo cedió.[40] Su cuerpo fue identificado por la gobernanta de sus hijos basándose en sus joyas, siendo dicha identificación confirmada por su padre.[19]
- Eugenia Marlé (1853-1897), esposa de Luis Chapuis, hombre de negocios en el vecindario de Bercy, era activa en las obras de caridad de la parroquia de Saint Roch. Su cuerpo, irreconocible, fue identificado por un brazalete.[41]
- Cristiana Meilhac (1882-1897). De 15 años de edad, visitó el bazar junto con su abuelo, Víctor Poidevin, y un amigo de este, el doctor Ernesto Rochet. Tras visitar el puesto donde Madame Rochet ayudaba a la vizcondesa Malézieu, los tres realizaron un recorrido por el edificio para contemplar la decoración, hallándose en el punto más alejado de la salida cuando se inició el fuego.[42] El cuerpo de Meilhac no fue identificado durante varios días, siendo reconocido después del funeral de su abuelo.[43]
- Laura Meinell, vizcondesa d'Avenel (1855-1897). Esposa del historiador económico el vizconde Jorge d'Avenel, la vizcondesa poseía un salón donde atendía a importantes figuras de la literatura, las artes y la diplomacia. Pese a no parecer gravemente herida durante su regreso a casa después de la catástrofe, murió posteriormente por heridas internas.[44] Fue enterrada en el cementerio del Père Lachaise.[45]
- Ernestina Moreau (1862-1897). Doncella de la familia Feulard. Fue enterrada en el cementerio de Montmartre.[46]
- Luisa Francisca Pedra (1816-1897), baronesa viuda de Saint-Didier. Nacida en Londres de padres portugueses, contrajo matrimonio en Inglaterra en 1836 con el barón Armando Aimé de Saint-Didier, magistrado que llegaría a convertirse en director de la Compañía de ferrocarriles del Norte. Como viuda, la baronesa dividía su tiempo socializando y dedicándose a obras de caridad.[47]
- Pénélope Petrocochino (1836-1897), viuda de Antoine Vlasto. Murió a causa de sus heridas tres días después del incendio.[48]
- Víctor Poidevin (1825-1897). Visitó el bazar junto con su nieta Cristiana Meilhac y un amigo, el doctor Ernesto Rochet.[49]
- Aline Ramboug, Madame Anatole Le Brun de Sesseval (1826-1897). Fue rescatada del fuego por su nieta de 15 años Mademoiselle de Froissard, quien había regresado al edificio con el fin de salvarla, si bien murió a causa de sus heridas cuatro días después.[48]
- Margarita Rémond (1835-1897), conocida como hermana Sainte Claire de las Hermanas Ciegas de San Pablo.
- Dr. Ernesto Rochet (1830-1897). Visitó el bazar junto con su amigo Monsieur Poidevin y la nieta de este, Christiane Meilhac. Su cuerpo fue identificado basándose en restos de ropa quemados sobre su cadáver.[49]
- Adela Sabatier (1830-1897), conocida como hermana Joseph de las Hijas de la Caridad de San Vicente de Paúl. Fue una de las tres Hijas de la Caridad y la única miembro de la comunidad en Saint-Louis-en-l'Isle en perecer en el incendio.[50]
- Valeria Verhasselt (1876-1897), de 20 años de edad, estaba interna en el orfanato dirigido por las Hijas de la Caridad de San Vicente de Paúl en Le Raincy. Había acompañado a las hermanas María Ginoux y Vicente Dehondt al bazar. Fue enterrada en el cementerio de Le Raincy.[51]
- Elisa Weyer (1836-1897), esposa de Emile Hoskier, cónsul general danés en París. Murió junto con su hija María Hoskier, esposa del corredor de bolsa Eugenio Roland-Gosselin.

### Víctimas indirectas
- El general Léon de Poilloüe de Saint Mars, una de las cabezas de turco predilectas del escritor y humorista Alphonse Allais. Murió de una crisis cardíaca tras enterarse de la muerte de su hermana en el incendio. Posteriormente se descubrió que en realidad su hermana había logrado sobrevivir al desastre.

- Enrique de Orleans, duque de Aumale. Sufrió una crisis cardíaca el 7 de mayo, después de haber redactado una veintena de cartas de condolencia a las familias de las víctimas de la nobleza. Acababa de tener conocimiento de la muerte en el incendio de su sobrina política la duquesa de Alençon.

### Homenajes
El 8 de mayo de 1897 se llevó a cabo un servicio fúnebre en la Catedral de Notre Dame en presencia del presidente de la República francesa Félix Faure y del gobierno. Así mismo, un benefactor anónimo donó 937 438 francos a los fines caritativos para los cuales el bazar había sido organizado, suma equivalente a la cifra recaudada el año anterior. Además, una capilla expiatoria, Notre-Dame de Consolation, fue erigida en el lugar en que había sido levantado el bazar. Esta capilla está dedicada a las víctimas de la tragedia al tiempo que sirve a la comunidad católica italiana de París.

### Reacciones
El incendio se propagó rápidamente, en menos de un cuarto de hora, debido a la ausencia de medidas de seguridad y a la naturaleza de los materiales empleados en la decoración (madera, papel maché, cortinas y, sobre todo, un velo alquitranado suspendido sobre la decoración el cual, al verse afectado por las llamas, cayó sobre la multitud). Sumado a lo anterior, la práctica totalidad de las víctimas mortales fueron mujeres.
La prensa popular exaltó a los rescatadores y satirizó a los «caballeros de la Pétoche» («chevaliers de la Pétoche»). A este ataque se agregó la visión de la periodista feminista Séverine, quien publicó un artículo con el título ¿Qué hicieron los hombres? (Qu'ont fait les hommes?) en L'Écho de Paris el 14 de mayo de 1897, escrito en Le Journal a propósito de la supuesta presencia de hombres durante la catástrofe. El conde Robert de Montesquiou fue acusado de golpear a mujeres y niños con su bastón para poder salir del edificio en llamas así como de batirse en duelo para salvar su honor; en realidad, el conde ni siquiera estuvo presente durante la catástrofe. En cambio, dos periódicos, Le Gaulois y Le Journal du Loiret, subrayaron el papel positivo de los hombres durante las labores de evacuación.
En su periódico, Léon Bloy, en un tono que denota relación con los diversos homenajes a las víctimas (viendo incluso en el fuego la acción de Dios contra el materialismo y la irreligión de la época), escribió: 

Hasta que el nuncio del Papa no dio su bendición a los hermosos baños, los delicados y voluptuosos cadáveres que cubrían estos hermosos baños no pudieron tomar la forma oscura y horrible de sus almas. Hasta entonces, no había peligro. Pero la bendición, la Bendición, inextricablemente sacrílega de quien representaba al Vicario de Jesucristo y, en consecuencia, el mismo Jesucristo, fue donde siempre va, es decir, «al Fuego», que es el rugiente y errante compartimento de pasajeros del Espíritu Santo. Entonces, de inmediato, el fuego se desató y todo volvió a la normalidad...

En sus recuerdos de la infancia titulados Cómo he visto 1900 (Comment j'ai vu 1900), Pauline de Pange, quien tenía 9 años cuando ocurrió la tragedia, escribió: 

Escuché ferozmente hablar sobre el sermón que hizo el padre Ol[l]ivier en la ceremonia fúnebre en Notre-Dame. Aprovechando la presencia de ministros y embajadores, presentó el desastre como un holocausto ofrecido al cielo para reparar los crímenes del gobierno. [...] Los periódicos de la oposición apoyaron violentamente esta tesis, pero recuerdo que mi padre culpó al padre Ol[l]ivier, diciendo que era incómodo criticar al gobierno cuando los ministros anticlericales hicieron un gesto meritorio al asistir oficialmente a una ceremonia religiosa.

### Consecuencias
En virtud de la sentencia emitida el 24 de agosto de 1897, Bagrachow fue condenado a 8 meses de prisión y a una multa de 200 francos por homicidio imprudente, si bien dicha condena fue suspendida basándose en la valentía demostrada por él durante el incendio. Posteriormente, Bagrachow llevó a cabo una investigación para mejorar la seguridad de los dispositivos de proyección así como de los sistemas de iluminación. En consecuencia, en 1898 depositó una patente para un dispositivo cinematográfico el cual bautizó con el nombre de Biographoscope Bagrachow y que empleaba una lámpara incandescente. Al año siguiente puso en marcha el concepto de un dispositivo en el que las películas altamente inflamables eran reemplazadas por placas fotográficas ordinarias, no desarrollando dicho concepto hasta 1906.
Una vez que se conocieron las causas del incendio, muchos consideraron que la carrera del cinematógrafo había llegado a su fin. Debido a la presión de la alta sociedad, las proyecciones fueron prohibidas por un tiempo, aunque el interés por el invento y su desarrollo en el extranjero no se vieron seriamente afectados. Finalmente, los hermanos Lumière terminarían desarrollando un sistema de lámpara eléctrica con el fin de eliminar el riesgo de incendio.

### Serie televisiva
En noviembre de 2019 se estrenó una miniserie dramática, Le Bazar de la Charité, centrada en este episodio histórico, que fue lanzada por Netflix al mes siguiente. Consta de 8 episodios de 52 minutos.